# Morgi (rejon miadzielski)
Morgi – dawna wieś. Tereny, na których była położona leżą obecnie na Białorusi, w obwodzie mińskim, w rejonie miadzielskim, w sielsowiecie Kniahinin.
Miejscowość została zlikwidowana w 2018 roku.

## Historia
W czasach zaborów  w powiecie wilejskim, w guberni wileńskiej Imperium Rosyjskiego.
W latach 1921–1945 wieś leżała w Polsce, w województwie wileńskim, w powiecie wilejskim, w gminie Rzeczki, od 1 stycznia 1926 roku w gminie Krzywicze.
Według Powszechnego Spisu Ludności z 1921 roku zamieszkiwało tu 116 osób, 32 było wyznania rzymskokatolickiego a 84 prawosławnego. Jednocześnie wszyscy mieszkańcy zadeklarowali białoruską przynależność narodową. Było tu 17 budynków mieszkalnych. W 1931 w 24 domach zamieszkiwało 121 osób.
Wierni należeli do parafii rzymskokatolickiej w Krzywiczach i prawosławnej w Rzeczkach. Miejscowość podlegała pod Sąd Grodzki w Krzywiczach i Okręgowy w Wilnie; właściwy urząd pocztowy mieścił się w Krzywiczach.
W wyniku napaści ZSRR na Polskę we wrześniu 1939 miejscowość znalazła się pod okupacją sowiecką. 2 listopada została włączona do Białoruskiej SRR. Od czerwca 1941 roku pod okupacją niemiecką. W 1944 miejscowość została ponownie zajęta przez wojska sowieckie i włączona do Białoruskiej SRR.